# Марија Бакалова
Марија Бакалова (буг. Мария Бакалова; Бургас, 4. јун 1996) бугарска је глумица. Позната је по улози Тутар Сагдијев у псеудодокументарној комедији Борат: Накнадни филм из 2020. године. Добитница је награде Удружења телевизијских филмских критичара за најбољу глумицу у споредној улози, те номинована за Оскара, награду БАФТА, Златни глобус и награду Удружења филмских.

## Филмографија

### Филм
| Улоге  |                                |               |                 |          |
| Година | Српски назив                   | Изворни назив | Улога           | Напомена |
| 2017.  |                                |               | Милена          |          |
| 2017.  | Грех                           |               | Јана            |          |
| 2019.  |                                |               | млада Валентина |          |
| 2020.  |                                |               | Александра      |          |
| 2020.  | Борат: Накнадни филм           |               | Тутар Сагдијев  |          |
| 2021.  |                                |               | Соња            |          |
| 2022.  | Тела, тела, тела               |               | Би              |          |
| 2022.  | У балону                       |               | Аника           |          |
| 2023.  | Чувари галаксије 3             |               | Козмо (глас)    |          |
| 2024.  | The Apprentice: Прича о Трампу |               | Ивана Трамп     |          |

### Телевизија
| Улоге      |                                            |               |                                |             |
| Година     | Српски назив                               | Изворни назив | Улога                          | Напомена    |
| 2021.      | Америчко закључавање и разоткривање Бората |               | Тутар Сагдијев                 | 1 епизода   |
| 2022.      | Чувари галаксије: Празнични специјал       |               | Козмо (глас)                   | ТВ специјал |
| 2024−2025. | Монструми командоси                        |               | принцеза Илана Ростовик (глас) | 7 епизода   |